# Insurrection de Lam Sơn
 (octobre 2018).
Si vous disposez d'ouvrages ou d'articles de référence ou si vous connaissez des sites web de qualité traitant du thème abordé ici, merci de compléter l'article en donnant les références utiles à sa vérifiabilité et en les liant à la section « Notes et références ».
L'insurrection de Lam Sơn (vietnamien : Khởi nghĩa Lam Sơn) désigne l’insurrection armée perpétrée en 1418-27 par les Lê Lợi et qui fut réprimée par l'armée chinoise dans le Lam Sơn, alors district de la province de Nghệ An du Jiaozhi de la dynastie Ming. 